# Тихонята
Тихонята — деревня в Кудымкарском районе Пермского края. Входила в состав Ленинского сельского поселения. Располагается на левом берегу реки Нердвы южнее от города Кудымкара. Расстояние до районного центра составляет 41 км. По данным Всероссийской переписи населения 2010 года, в деревне проживало 15 человек (6 мужчин и 9 женщин).

## История
По данным на 1 июля 1963 года, в деревне проживало 67 человек. Населённый пункт входил в состав Ленинского сельсовета.